# Montgaillard-de-Salies
Montgaillard-de-Salies (em occitano:  Montgalhard de Saliás) é uma comuna francesa na região administrativa da Occitânia, no departamento do Alto Garona. Estende-se por uma área de 6.04 km², com 104 habitantes, segundo o censo de 2018, com uma densidade de 17 hab/km².